# 마누엘 롬바르도
마누엘 롬바르도(이탈리아어: Manuel Lombardo, 1998년 12월 4일~)는 이탈리아의 유도 선수이다. 2020년 하계 올림픽과 2024년 하계 올림픽에 참가했고 세계 선수권 대회에서 은메달 2개를 획득했다.